# Gnophos corneliata
Gnophos corneliata là một loài bướm đêm trong họ Geometridae.